# شهرستان زنویمو
ناحیهٔ زنویمو (به لاتین: Znojmo District) یک ناحیه در جمهوری چک است که در منطقه موراویای جنوبی واقع شده‌است. ناحیهٔ زنویمو ۱٬۵۹۰٫۵ کیلومتر مربع مساحت و ۱۱۲٬۴۵۹ نفر جمعیت دارد.